# Lamprologus
Lamprologus är ett släkte med fiskar i familjen ciklider.
Några av de mest kända arterna ur denna grupp är Lamprologus brevis, Lamprologus multifasciatus, Lamprologus ocellatus samt Lamprologus callipterus. Arterna ur lamprologusgruppen hittar man bara i Tanganyikasjön då de är endemiska (finns bara på den platsen). Arterna bor och har sina revir i och runt snäckor. Lamprologus brevis är att det är den enda arten där hanen och honan delar på en snäcka. Dessa arter är mycket vanliga och omtyckta som akvariefiskar då de blir väldigt små (4 till 6 centimeter dock blir L. callipterus hanar 15 cm). 
För att få fiskarna att leka i akvarier används sand som bottensubstrat då de gillar att gräva samt snäckor, två eller fler skal per individ i akvariet. 